# Berylmys berdmorei
Berylmys berdmorei е вид гризач от семейство Мишкови (Muridae). Видът не е застрашен от изчезване.

## Разпространение
Разпространен е във Виетнам, Камбоджа, Китай, Лаос, Мианмар и Тайланд.

## Описание
Популацията на вида е стабилна.